# José María Caro Rodríguez
José María Caro Rodríguez (ur. 23 czerwca 1866 w San Antonio de Petrel w gminie Pichilemu, w diecezji Rancagua, zm. 4 grudnia 1958 w Santiago) – chilijski duchowny katolicki, kardynał, arcybiskup metropolita Santiago de Chile. 

## Życiorys
Po studiach w Santiago de Chile i na Papieskim Uniwersytecie Gregoriańskim w Rzymie otrzymał święcenia kapłańskie 20 grudnia 1890 roku. W 1891 roku powrócił do kraju i zajął się pracą duszpasterską oraz prowadził liczne wykłady w seminarium duchownym. 6 maja 1911 roku Pius X mianował go wikariuszem apostolskim diecezji Tarapacá, a 9 miesięcy później, 5 stycznia 1912 roku, mianował biskupem tytularnym Milasa. Sakrę biskupią Rodríguez przyjął 28 kwietnia 1912 roku w katedrze metropolitalnej w Santiago de Chile z rąk abp. Enrico Sibilii (późniejszego kardynała), internuncjusza w Chile. 
14 grudnia 1925 roku Pius XI przeniósł go na stolicę diecezji La Serena. Ingres do katedry w La Serena Rodríguez odbył 24 kwietnia 1926 roku. 20 maja 1939 roku Pius XII wyniósł go do godności arcybiskupa, a 28 sierpnia tego samego roku przeniósł na stolicę metropolitalną w Santiago de Chile. Uroczysty ingres do katedry w Santiago de Chile Rodríguez odbył 14 października 1939 roku. 18 lutego 1946 roku Pius XII wyniósł go do godności kardynalskiej z tytułem prezbitera Santa Maria della Scala. Rodríguez był uczestnikiem konklawe w 1958 roku, które wybrało Jana XXIII. Był pierwszym kardynałem pochodzącym z Chile. Zmarł w Santiago de Chile. Pochowano go w krypcie metropolitalnej katedry w Santiago de Chile. 